# Сёра, Жорж
Жорж-Пьер Сёра́ (фр. Georges Seurat, 2 декабря 1859, Париж — 29 марта 1891, Париж) — французский живописец-импрессионист, основатель неоимпрессионизма, создатель оригинального метода живописи под названием «дивизионизм», или «пуантилизм».

## Жизнь и творчество
Жорж Сёра родился 2 декабря 1859 года в Париже в богатой семье. Его отец, Антуан-Кризостом Сёра, был юристом, уроженцем Шампани; мать, Эрнестин Февр, была парижанкой. Жорж посещал Школу изящных искусств. Затем служил в армии в Бресте. В 1880 году вернулся в Париж.
В поиске собственного творческого метода живописи Жорж Сёра изобрёл так называемый пуантилизм — «живописную манеру, основанную на технике письма мелкими точечными мазками почти чистых красок». Он же придумал и термин «пуантилизм». Сёра следовал основному методу импрессионистов, но задумал преодолеть хаотичность и «беспорядочность» их техники, случайность композиции и мимолётных впечатлений, уводящих художника, по его мнению, в тупик субъективизма. Стихию свободного мазка Сёра стремился подчинить строгой методической системе, цвет — форме, распределение света и тени — закону дополнительных цветов. Именно для этого Сёра решил использовать технику раздельных мазков основными цветами спектра: красным, синим и жёлтым. Он отказался от механического смешения красок на палитре и на холсте в расчёте на то, что на некотором расстоянии они оптически смешиваются на сетчатке глаза зрителя. Такая техника должна была усилить «звучание» цвета.
Эту идею Сёра, как и Робер Делоне, изобретатель орфизма, нашёл в книге американского физика и художника Огдена Руда «Современная теория цветов» («Modern Chromatics», 1879), а также в брошюре «О законе одновременного контраста цветов» («Loi du contraste simultané des couleurs») французского химика Мишеля Эжена Шеврёля (1786—1889), который много лет возглавлял техническую лабораторию мануфактуры Гобеленов в Париже. В работе Шеврёля разъяснялись закономерности раздельного восприятия красок и их последующего «оптического смешения в глазу зрителя». Эта идея оказала значительное влияние на формирование творческого метода живописцев-импрессионистов и постимпрессионистов.
Живописный метод работы Жоржа Сёра основан на его убеждении, что дополнительные цвета, расположенные рядом — красный и зелёный, оранжевый и голубой, жёлтый и фиолетовый — усиливают оптическое воздействие друг друга. Но эта закономерность относится к восприятию физического спектра тонов хроматического ряда, а не к светосиле красок. Последователь открывателя пуантилизма Поль Синьяк так описывал работу Жоржа Сёра: «Перед сюжетом, до того как положить очередной мазок на своё небольшое полотно, Сёра смотрит, сравнивает щурит глаза, наблюдая за игрой света и тени, определяет контрасты, различает рефлексы и долго возится на крышке этюдника, служащего ему палитрой; он борется с живописным материалом, как борется и с природой, затем „наклёвывает“ из маленьких кучек различные краски, расположенные в спектральном порядке и составляющие в конце концов тот цвет, который предназначен для того, чтобы наилучшим образом выразить только что открытую им тайну».
Работая с натуры, Сёра любил писать на небольших дощечках. Твёрдая, не поддающаяся давлению кисти поверхность дерева, в отличие от вибрирующей натянутой плоскости холста подчёркивала направленность каждого мазка, занимающего определённое место в красочной композиционной структуре этюда. В отличие от своих друзей импрессионистов Сёра после этюдов, написанных на пленэре, стал создавать картины большого формата в мастерской.
Среди художников Сёра более всего интересовали Делакруа, Коро, Кутюр, он был поражен «интуицией Моне и Писсарро». Сёра тяготел к строго научному методу живописи. На его палитре в одном и том же порядке всегда лежали три основные краски (красная, синяя жёлтая) и три «клубочка» белил для смешивания с каждой из них. Художник любил показывать своим друзьям, как на фоне серого неба зелёные верхушки деревьев окружает розовый ореол, а оранжевый на солнце песок в тени становится голубым. По контрасту с ярко-красным полем цветущих маков небо кажется зелёным, белый цвет рядом с зелёным — розовым. Как утверждали его друзья, его настольной книгой была «Грамматика искусства рисунка» «Grammaire des arts du dessin» (1867) Шарля Блана. По мнению Блана, художник должен «знакомить зрителя с природной красотой вещей, раскрывая их внутренний смысл, их чистую сущность».
В 1883 году Сёра написал большую картину «Купальщики в Аньере». Представленная на суд жюри парижского Салона картина была отвергнута. Сёра показал её на первой выставке Группы независимых художников в 1884 году в павильоне Тюильри. Здесь и произошло его знакомство с Полем Синьяком, который впоследствии так отзывался о картине: «Эта картина была написана большими плоскими мазками, находившими один на другой и взятыми с палитры, составленной, как у Делакруа, из чистых и земляных красок. Охры и земли затемняли колорит, и картина казалась менее яркой, чем картины импрессионистов, написанные красками спектра. Но соблюдение контраста, систематическое разделение элементов — света, тени, локального цвета, — правильное соотношение и равновесие придавали этому холсту гармонию».
После того как его картина была отклонена, Сёра предпочёл индивидуальное творчество и союз с независимыми художниками Парижа (так себя называли импрессионисты). В 1884 году он и другие художники (включая Максимильена Люса) сформировали творческое общество «Société des Artistes Indépendants». Летом 1884 года Сёра начал работу над своей самой знаменитой работой — «Воскресный день на острове Гранд-Жатт». Картина была завершена через два года. Сёра сделал множество рисунков для неё и несколько пейзажей с натуры с видами Сены.
На последней, восьмой выставке импрессионистов в 1886 году Сёра представил экспозицию из девяти работ, центральное место в которой занимало монументальное полотно «Воскресный день на острове Гранд-Жатт» (1884—1886). По размеру, технике выполнения и композиции оно существенно отличалось от произведений других участников. Техника пуантилизма должна была усилить воздействие цвета. Однако несмотря на положительные рецензии критиков Р. Маркса и Ф. Фенеона, «картины, написанные точками» были осмеяны публикой. Импрессионисты скептически отнеслись к новому направлению. Швейцарский литературный критик Эмиль Эннекен, рассматривая картину, сказал, что «едва ли можно представить себе что-либо более серое и бедное светом». Картина не сверкала светом и цветом так, как рассчитывал Сёра. Сам художник заявил, что в зале слишком темно и мало места, поэтому и картина не даёт желаемого эффекта из-за отсутствия необходимого расстояния. Сияния красок действительно не получилось. Сёра не учел, что светосила пигментов много слабее оптической силы цвета в природе.
Некоторые критики, писавшие о Сёра, предполагали, что «Купальщики в Аньере» и написанная затем «Гранд-Жатт» — парные картины, в первой из которых представлен рабочий класс, а во второй — буржуазия. Другого мнения придерживался английский художник и критик Роджер Фрай, открывший английской публике искусство постимпрессионистов. Фрай высоко оценивал их искусство. В «Купании», на его взгляд, главной заслугой Сёра было то, что он отвлёкся и от обыденного, и от поэтического взгляда на вещи и перешёл в область «чистой и почти абстрактной гармонии».
Не все импрессионисты приняли новый творческий метод Сёра. Так, Дега в ответ на слова Камиля Писсарро, также увлёкшегося пуантилизмом, о том, что «Гран-Жатт» очень интересная картина, едко заметил: «Я заметил бы это, но уж очень она велика», намекая на оптические свойства пуантилизма, от которых вблизи картина кажется цветовым месивом. Феликс Фенеон, давший название новому течению в живописи: «неоимпрессионизм», в статье для бельгийской газеты «Современное искусство» («L’Аrt Moderne», 19 сентября 1886 г.), защищал художника. Он объяснял: «Здесь не нужна виртуозность письма, пастозная фактура; блестяще выполненным кускам живописи нет места; ловкость руки не нужна, зато глаз должен быть быстрым, острым, понятливым».
Характерной особенностью стиля Сёра был его ни на кого не похожий подход к изображению фигур. Враждебные критики непременно заостряли внимание на этом элементе картин Сёра, называя его персонажей «картонными куклами» или «безжизненными карикатурами». Сёра шёл на упрощение формы, разумеется, совершенно осознанно. Сохранившиеся этюды показывают, что он, когда это требовалось, умел писать вполне «живых» людей. Но художник стремился достичь эффекта вневременности и намеренно стилизовал фигуры в духе плоских древнегреческих фресок или египетских иероглифов. Однажды он написал своему другу: «Я хочу свести фигуры современных людей к их сути, заставить их двигаться так же, как на фресках Фидия, и расположить на полотне в хроматической гармонии».
В определённый период Сёра жил с моделью Мадлен Ноблох, которую он изобразил в работе «Пудрящаяся женщина» (1888—1889). Эта «немыслимая женщина в гротесковом дезабилье 80-х годов» (Роджер Фрай) представлена в плане той же отрешённости и созерцательности, как и персонажи других его картин. Влияние распространённого в те годы «японизма», вероятно, сказалось в изображении туалета Мадлен.
Так же как «Парад» и «Канкан», к сюжетам зрелищ и представлений относится и последняя, незаконченная картина Сёра — «Цирк» (1890—1891). Но если в первых двух дана точка зрения из зала на сцену, то в последней акробаты и публика показаны глазами того, кто выступает на арене, — клоуна, который изображён со спины на первом плане картины. Именно в этот период Сёра увлекался теорией символического значения линий. Он стал выстраивать картины согласно «мажорным» и «минорным» направлениям, линейным и цветовым «рифмам». Неудовлетворенный ролью традиционной картинной рамы, он экспериментировал с репуссарами (фр. repousse — отталкивать, отражать) — разноцветным окаймлением картины, также написанным разноцветными точками по принципу одновременного контраста.
Сёра умер в Париже 29 марта 1891 года. Причина смерти Сёра неясна и была приписана форме менингита, пневмонии, инфекционному эндокардиту, и/или (наиболее вероятно) дифтерии. Его сын умер две недели спустя от той же болезни. Похоронен Жорж-Пьер Сёра на кладбище Пер-Лашез в Париже.

## Галерея

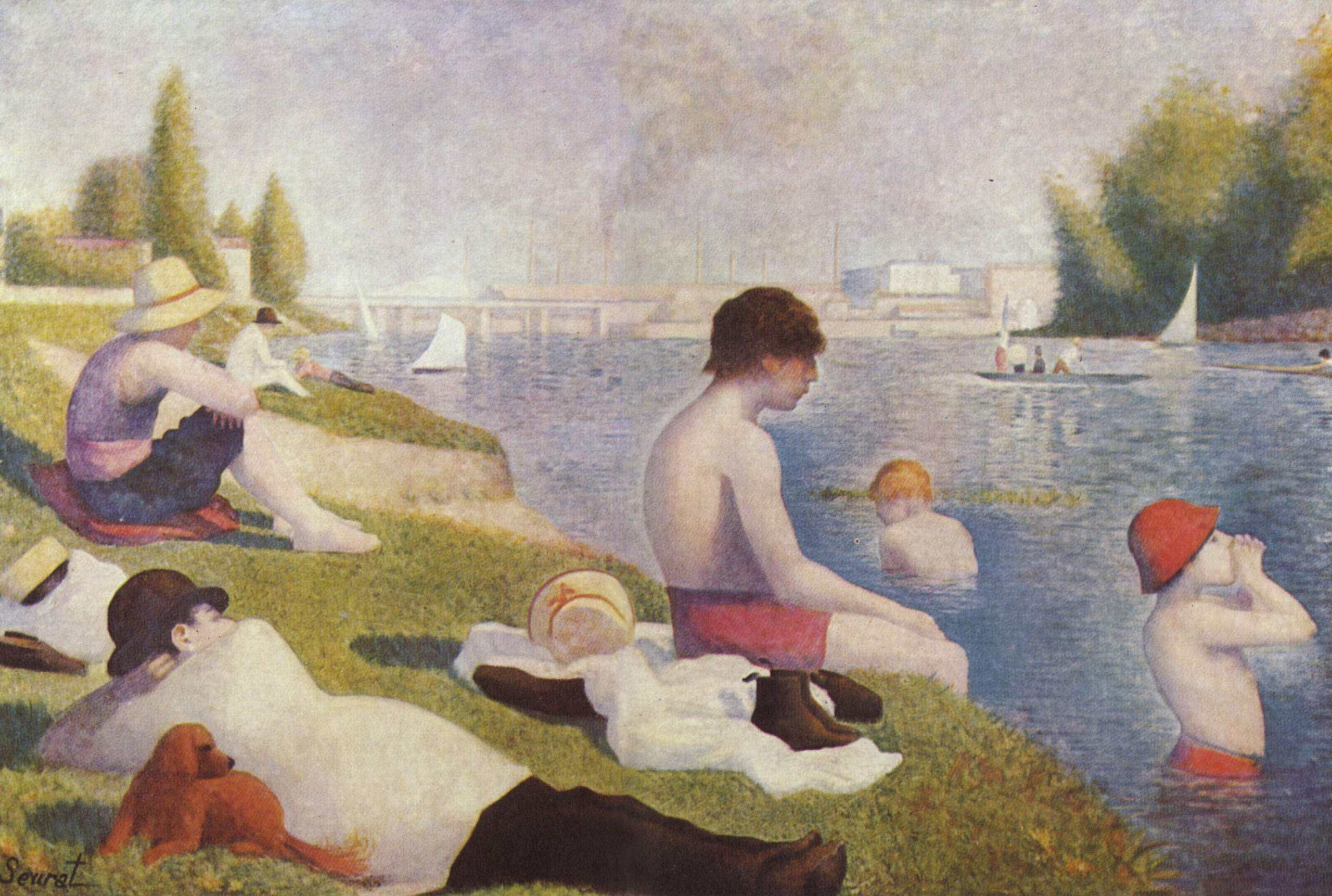
Купальщики в Аньере. 1883-1884. Холст, масло. Национальная галерея, Лондон
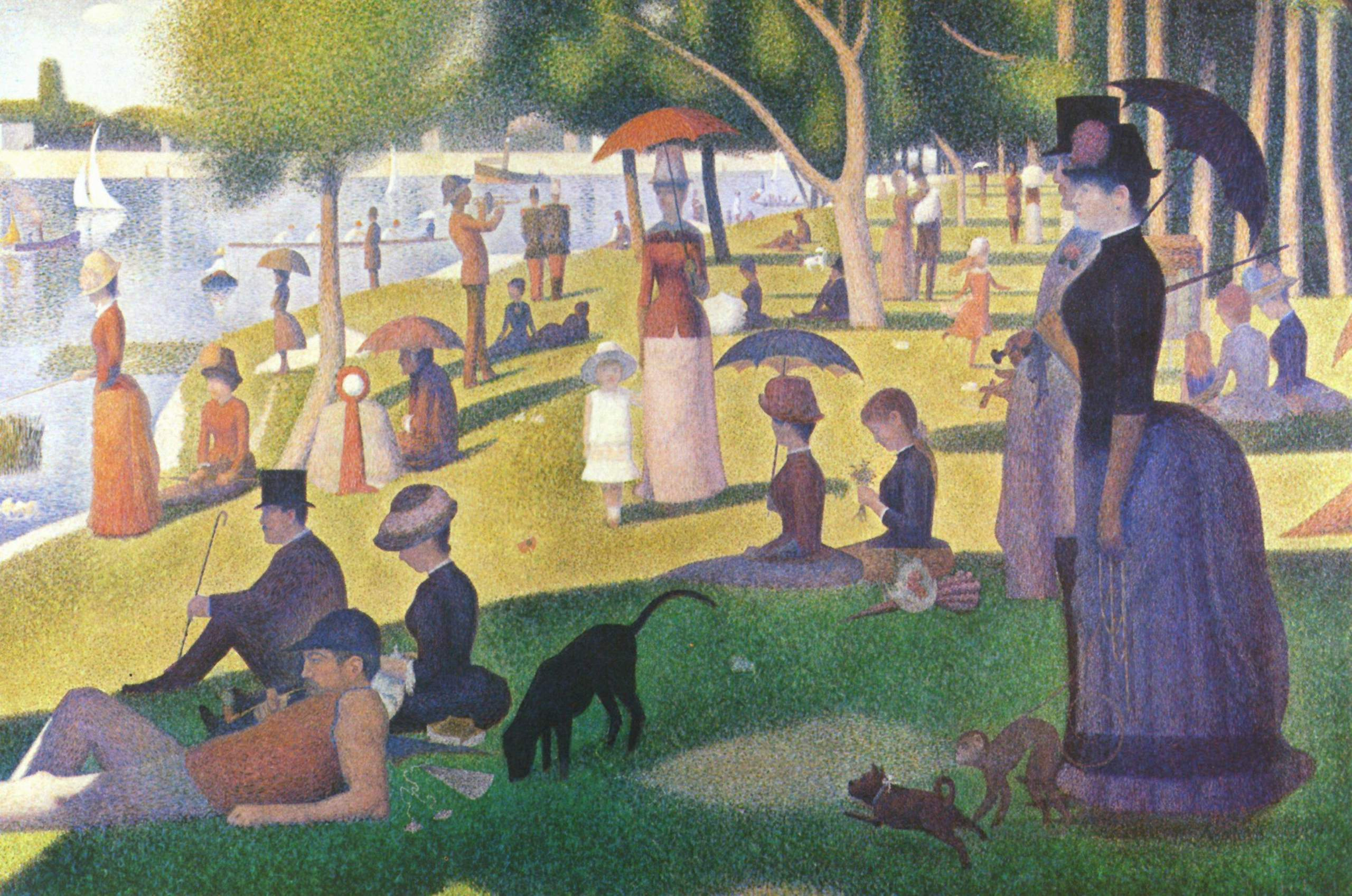
Воскресный день на острове Гранд-Жатт. 1884—1886. Холст, масло. Институт искусств, Чикаго
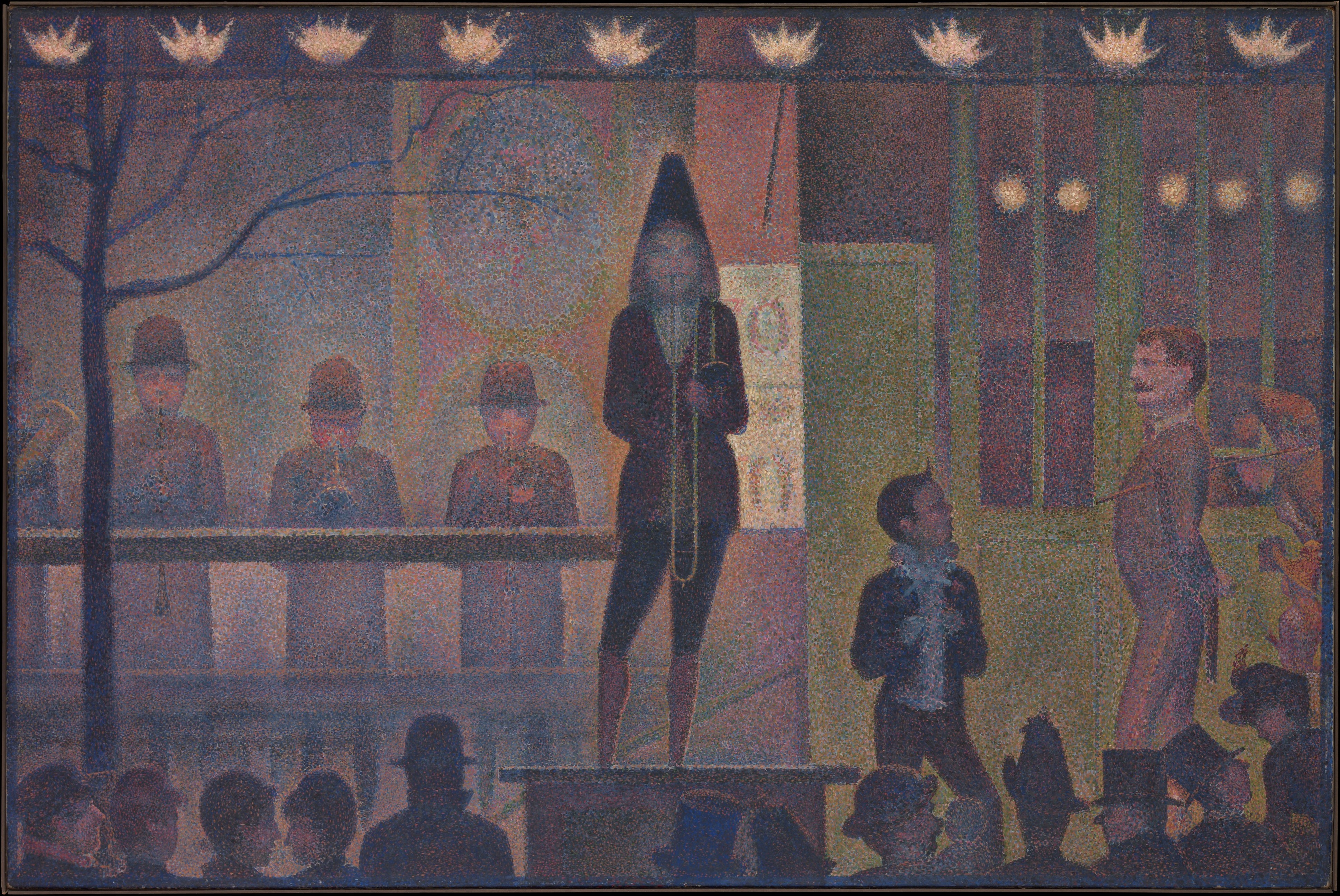
Парад. 1887–1888. Холст, масло. Музей Метрополитен, Нью-Йорк
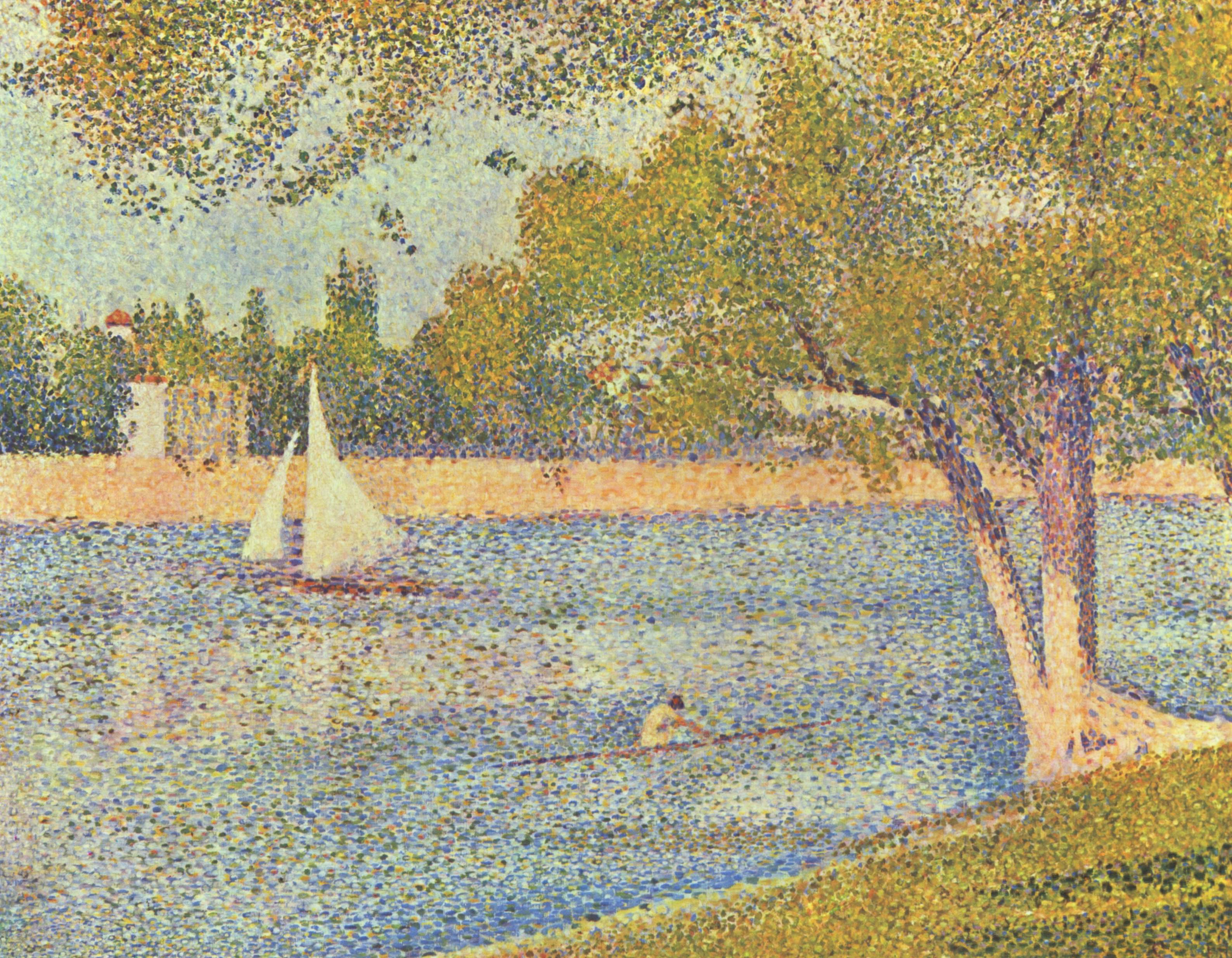
Сена в Гранд-Жатт, весна. 1888. Холст, масло. Королевские музеи изящных искусств, Брюссель
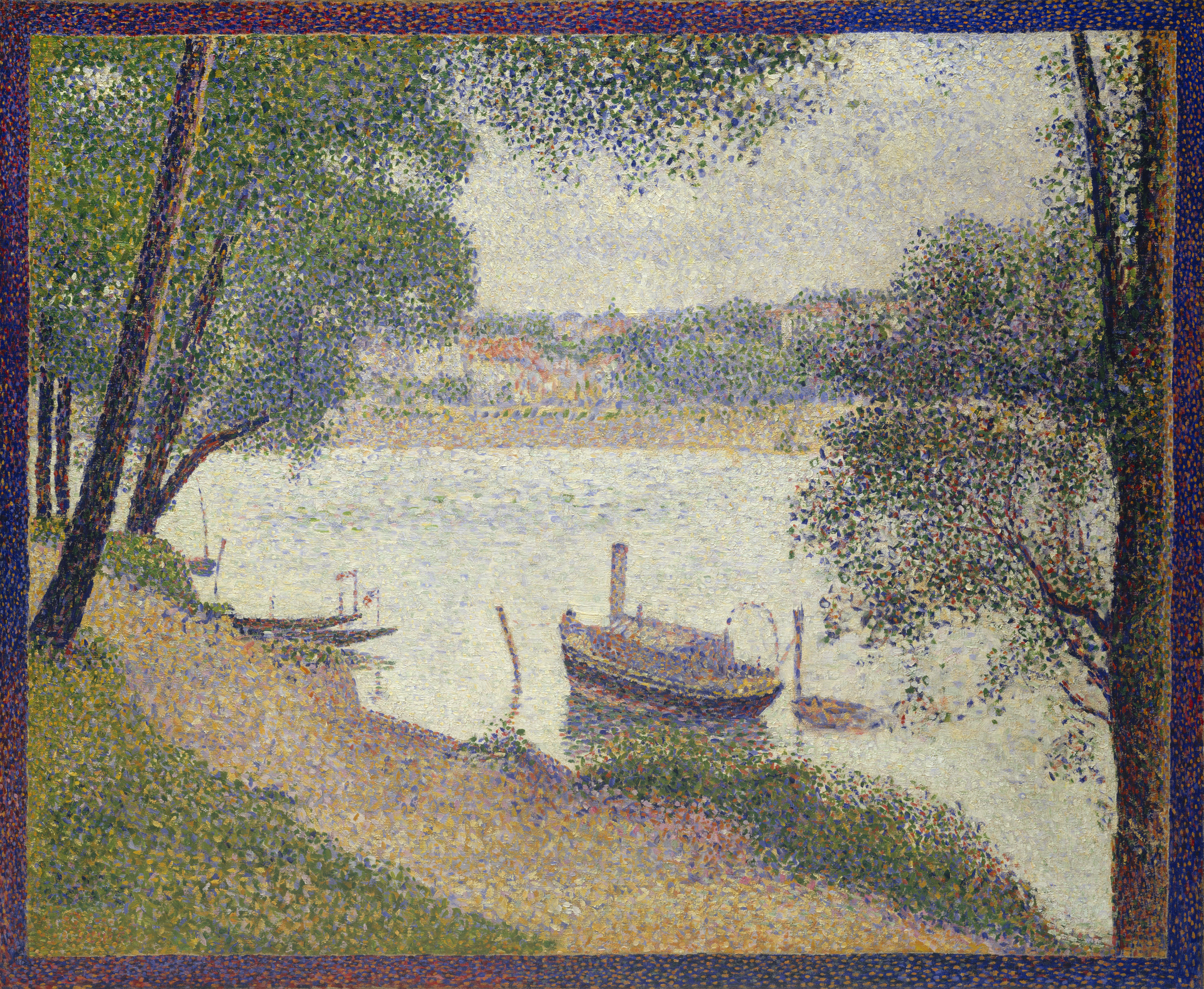
Пасмурная погода, Гранд-Жатт. 1888. Холст, масло. Художественный музей Филадельфии
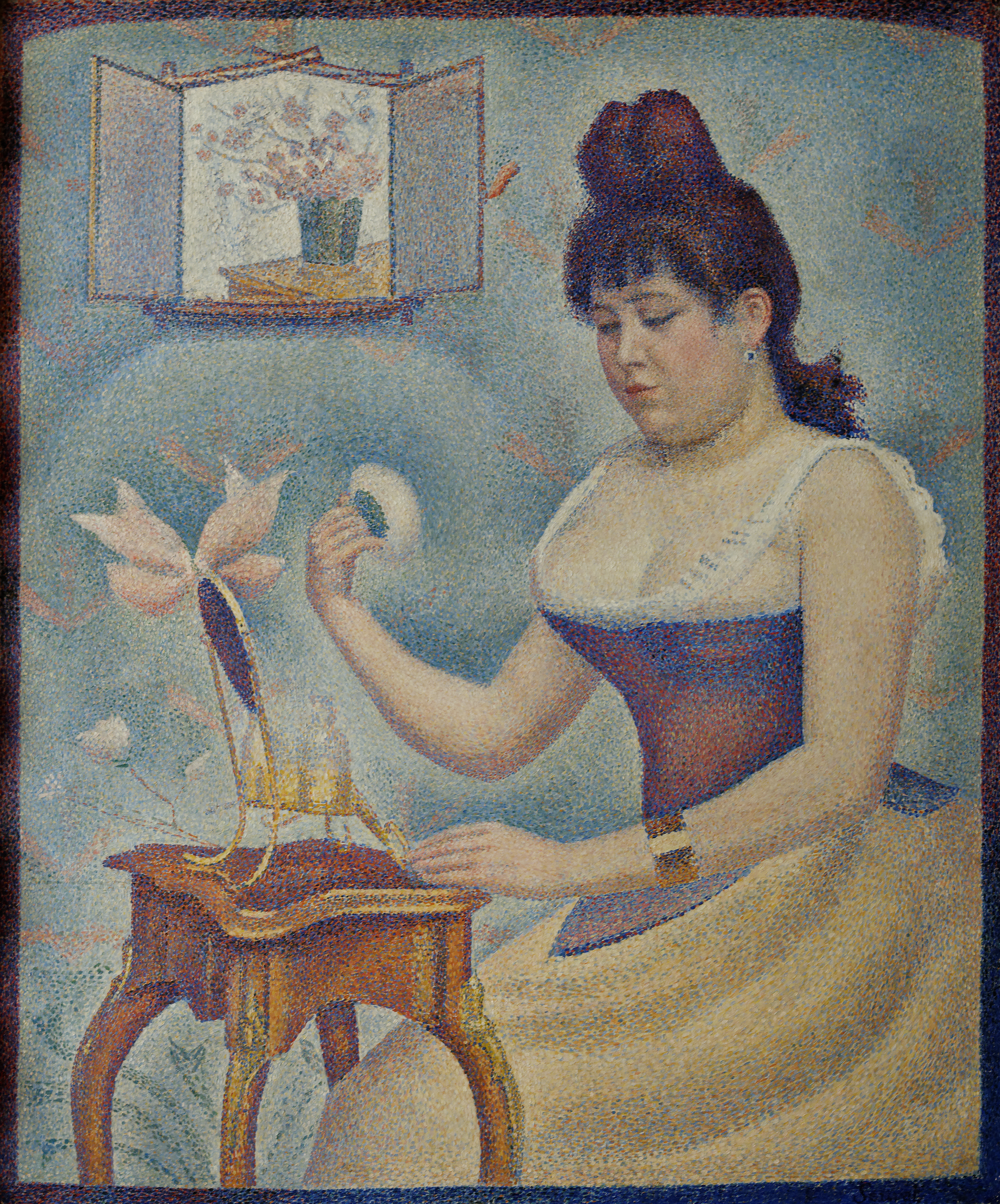
Пудрящаяся женщина. 1888–1890. Холст, масло. Институт искусства Курто, Лондон
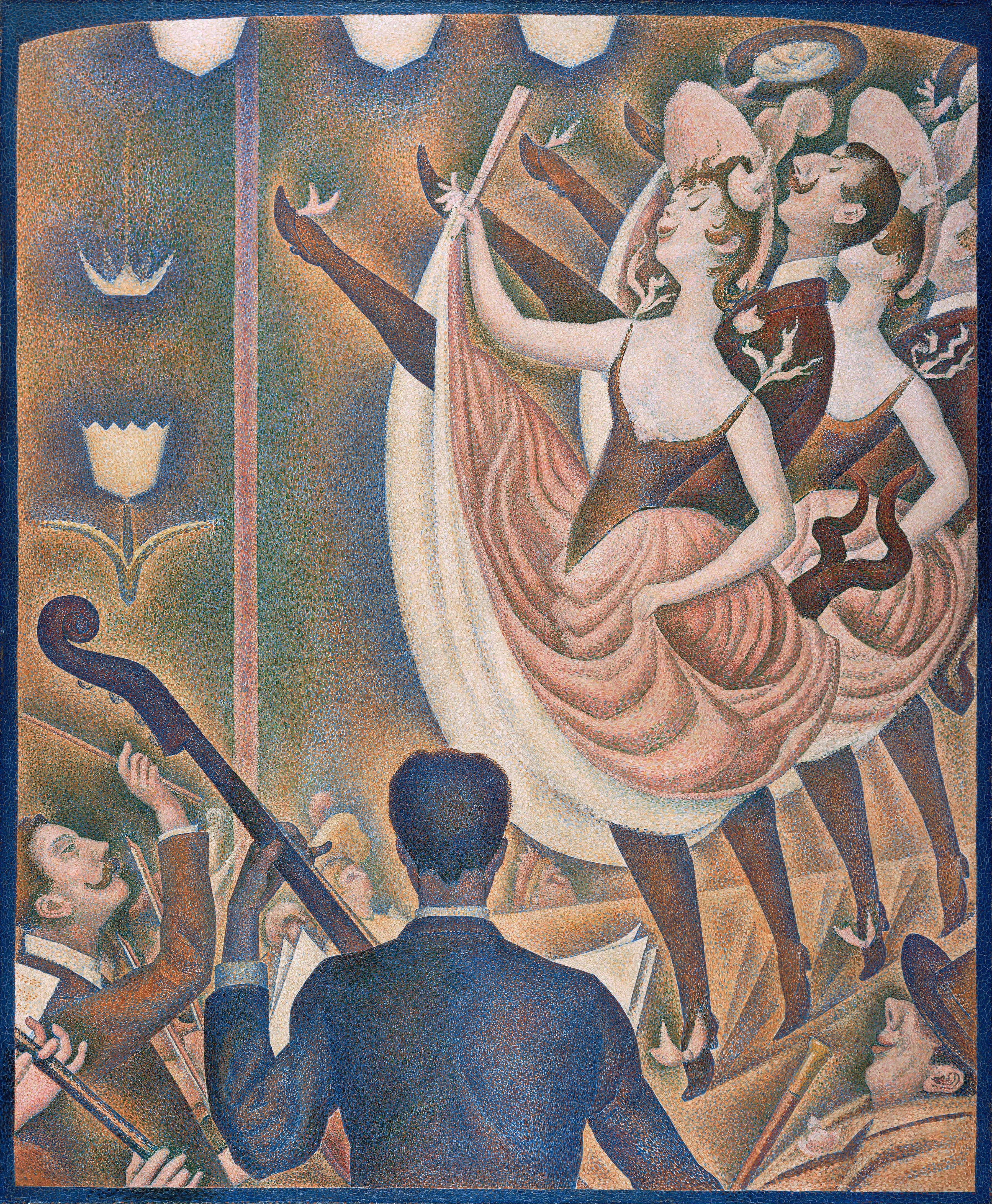
Канкан. 1889–1890. Холст, масло. Музей Крёллер-Мюллер, Оттерло
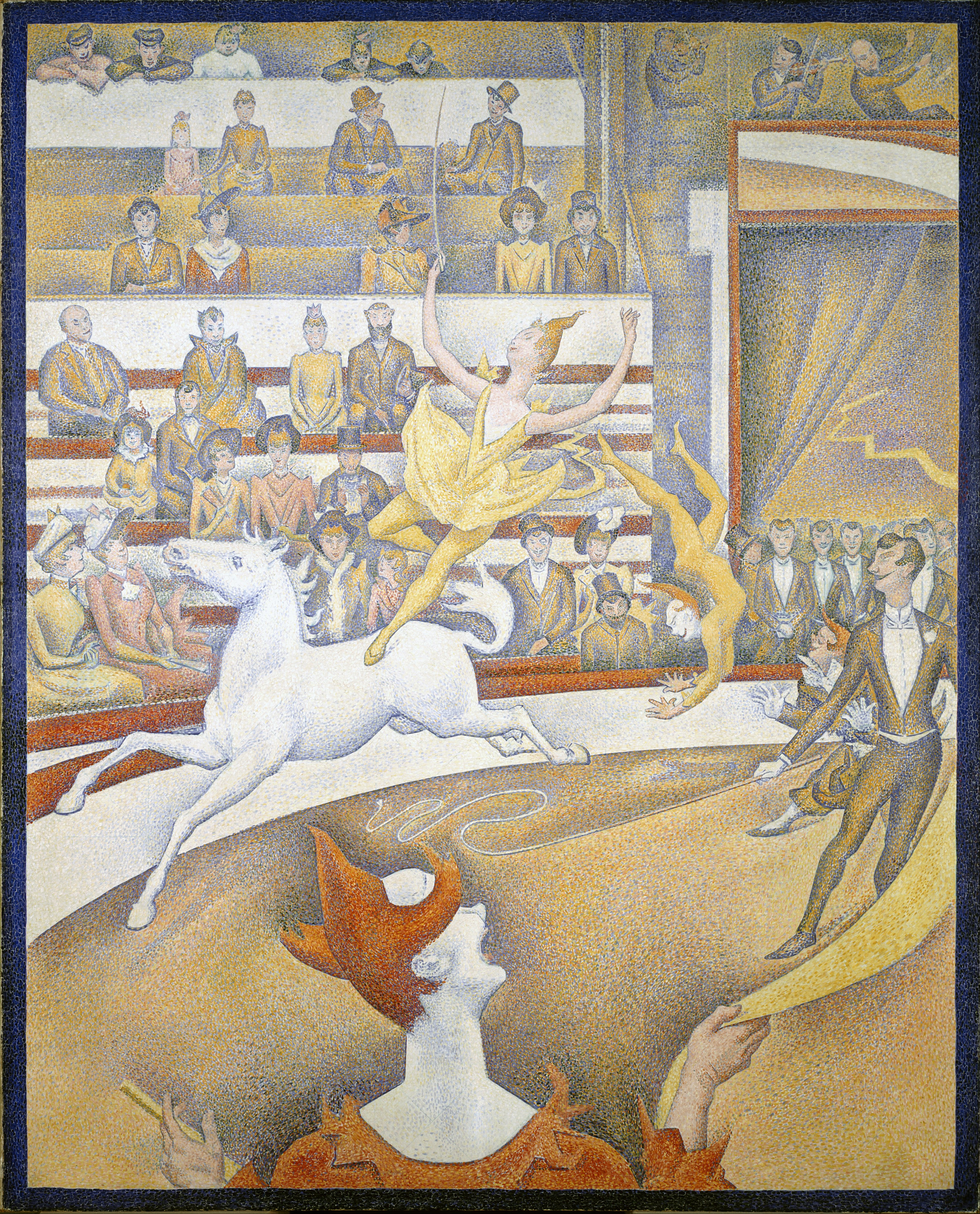
Цирк. 1891. Холст, масло. Музей Д'Орсе, Париж

## Известные высказывания
- Эстетика. Искусство — это гармония. Гармония — это аналогия противоположных, аналогия сходных элементов тона, цвета, линии, рассматриваемых в соответствии с доминантой и под влиянием освещения, в радостных, спокойных или печальных сочетаниях.
- Радостный тон — это светоносная доминанта; радостный цвет — это теплая доминанта; радостная линия — линия, поднимающаяся от горизонтали вверх. Спокойный тон — это уравновешенность темного и светлого; спокойный цвет — уравновешенность холодного и теплого цвета; спокойная линия горизонталь. Печальный тон — это темная доминанта; печальный цвет -холодная доминанта; печальная линия — линия, идущая вниз от горизонтали
- Техника. Известно, что воздействие света на сетчатку имеет некоторую длительность, в результате происходит синтез. Средство выражения — это оптическое смешение тонов, цветов (локального цвета и цвета освещения: солнца, керосиновой лампы, газа и т. д.), то есть различного света и реакций на него (теней), соответственно законам контраста, градаций и излучения. (Из письма писателю Морису Бобуру от 28.08.1890.)[15]

## Основные произведения
- Анжелика у скалы. 1878
- Воскресный день на острове Гранд-Жатт. 1884—1886. Институт искусств, Чикаго
- Сена у Курбевуа. 1885. Собрание Кашен-Синьяк, Париж
- Натурщицы. 1886—1888. Метрополитен-музей, Нью-Йорк
- Порт-ан-Бессен, воскресенье. 1888. Музей Крёллер-Мюллер, Оттерло
- Корабли в море. 1888
- Парад-алле. 1888
- Канкан. 1889—1890. Музей Крёллер-Мюллер, Оттерло
- Пудрящаяся женщина. 1888—1890
- Берег Ба-Бютен. Онфлёр. 1886
- Песчаный берег моря
- Цирк. 1890—1891